# ブレゲ＝サバン駅
ブレゲ＝サバン駅 (ブレゲ＝サバンえき、仏： Bréguet - Sabin) は、フランス・パリ11区にあるメトロ (地下鉄) 5号線の駅。

## 概要
1906年12月31日5号線の駅として開業した。
駅名のうちの「ブレゲ」の部分は、時計職人でブレゲ社を興したアブラアム＝ルイ・ブレゲやブレゲー (航空機メーカー)を興したルイ・ブレゲーを輩出したBreguet家（駅名と異なりアクサン記号はない。）にちなむ。
駅名のうち「サバン」の部分は、1777年にパリ参事会員だったサン＝サバン（Charles-Pierre Angelesme de Saint-Sabin）にちなむ。

## 利用状況
2011年、244万8167人の乗客があった。

## 隣の駅
パリメトロ
■5号線
リシャール・ルノワール駅（Richard-Lenoir） - ブレゲ＝サバン駅 -  バスティーユ駅（Bastille）

## その他
- ロマン・ポランスキー監督、ハリソン・フォード出演の映画「フランティック」の一部は、この駅で撮影された。

## ギャラリー

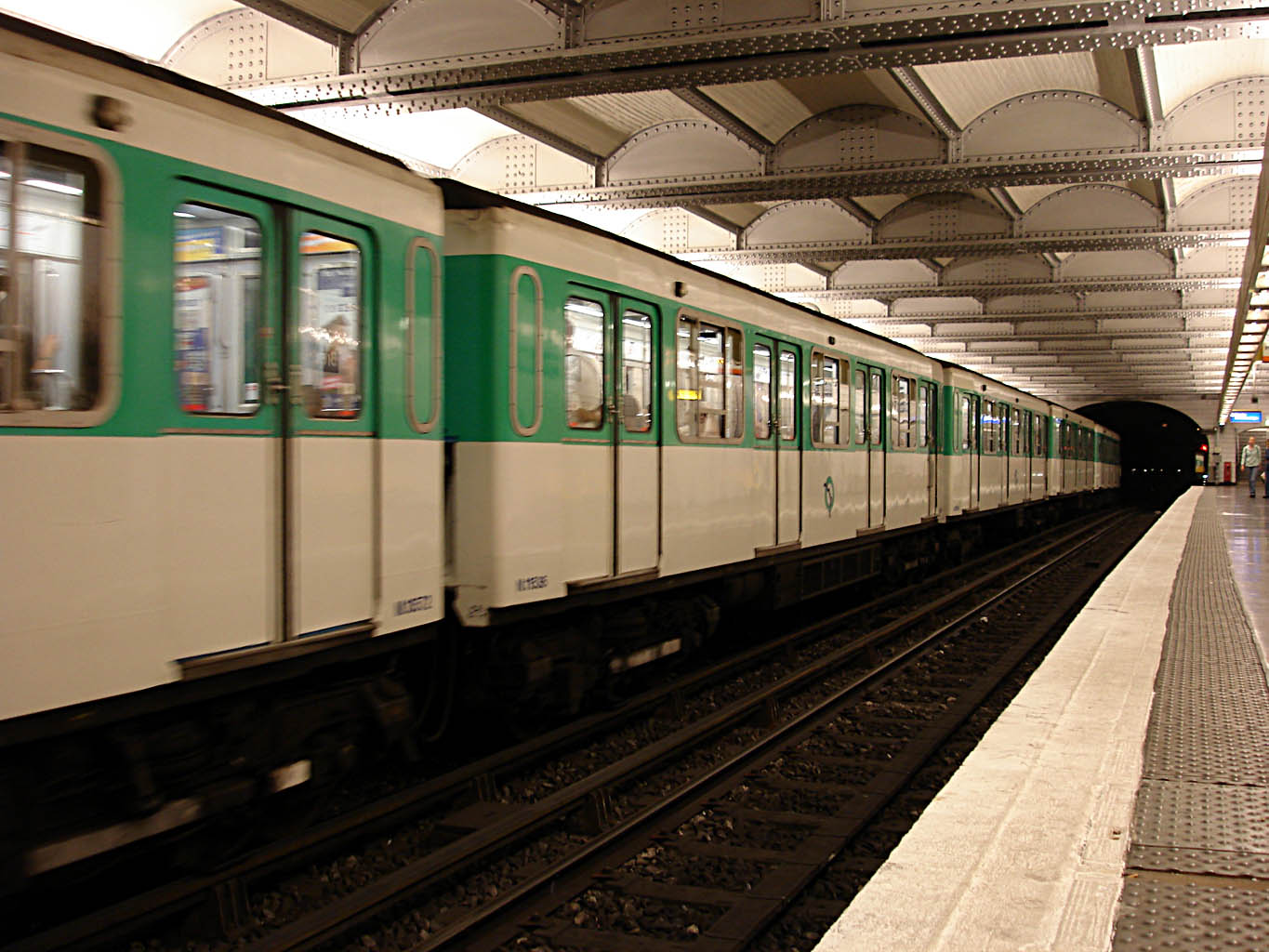
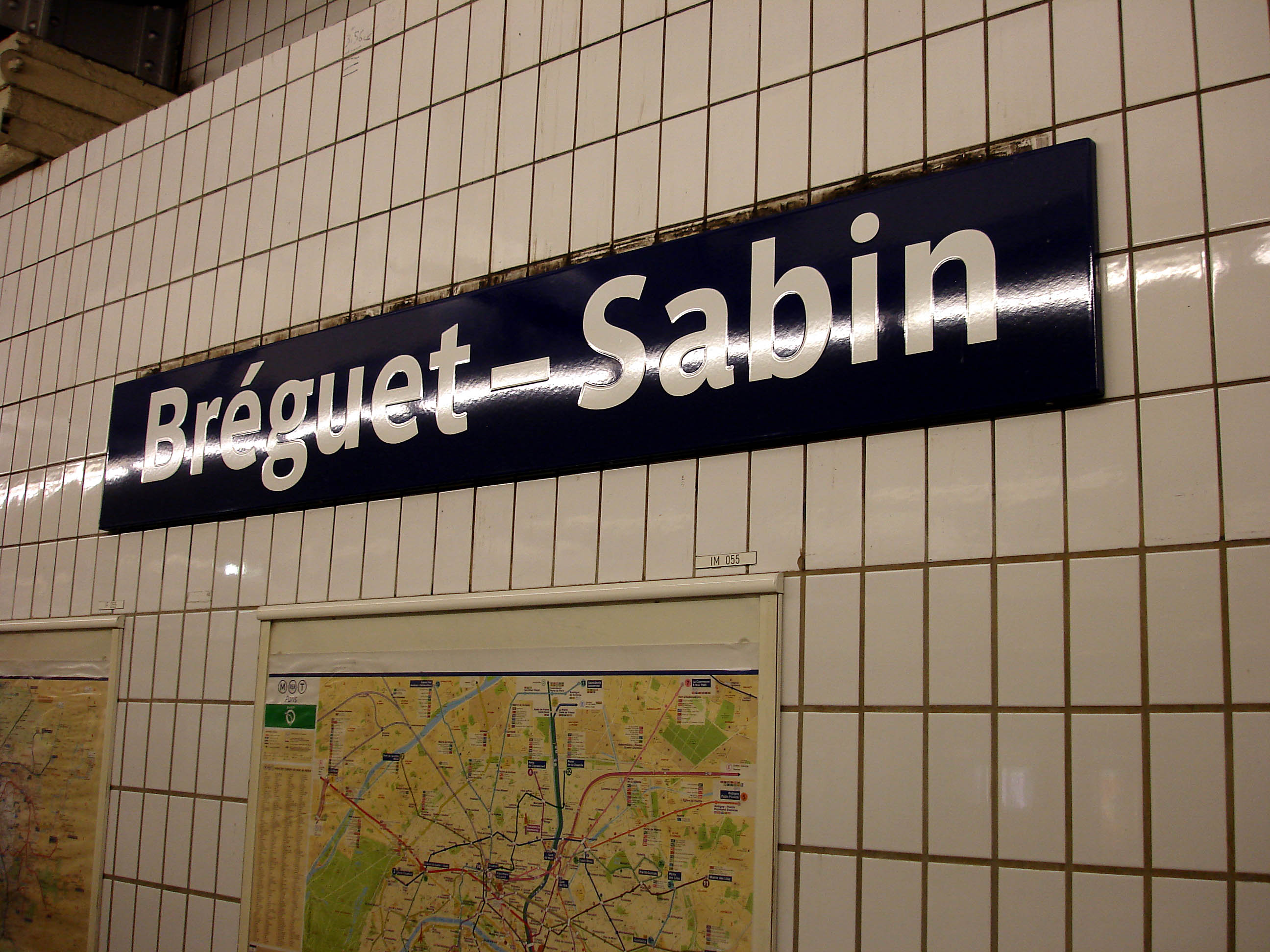
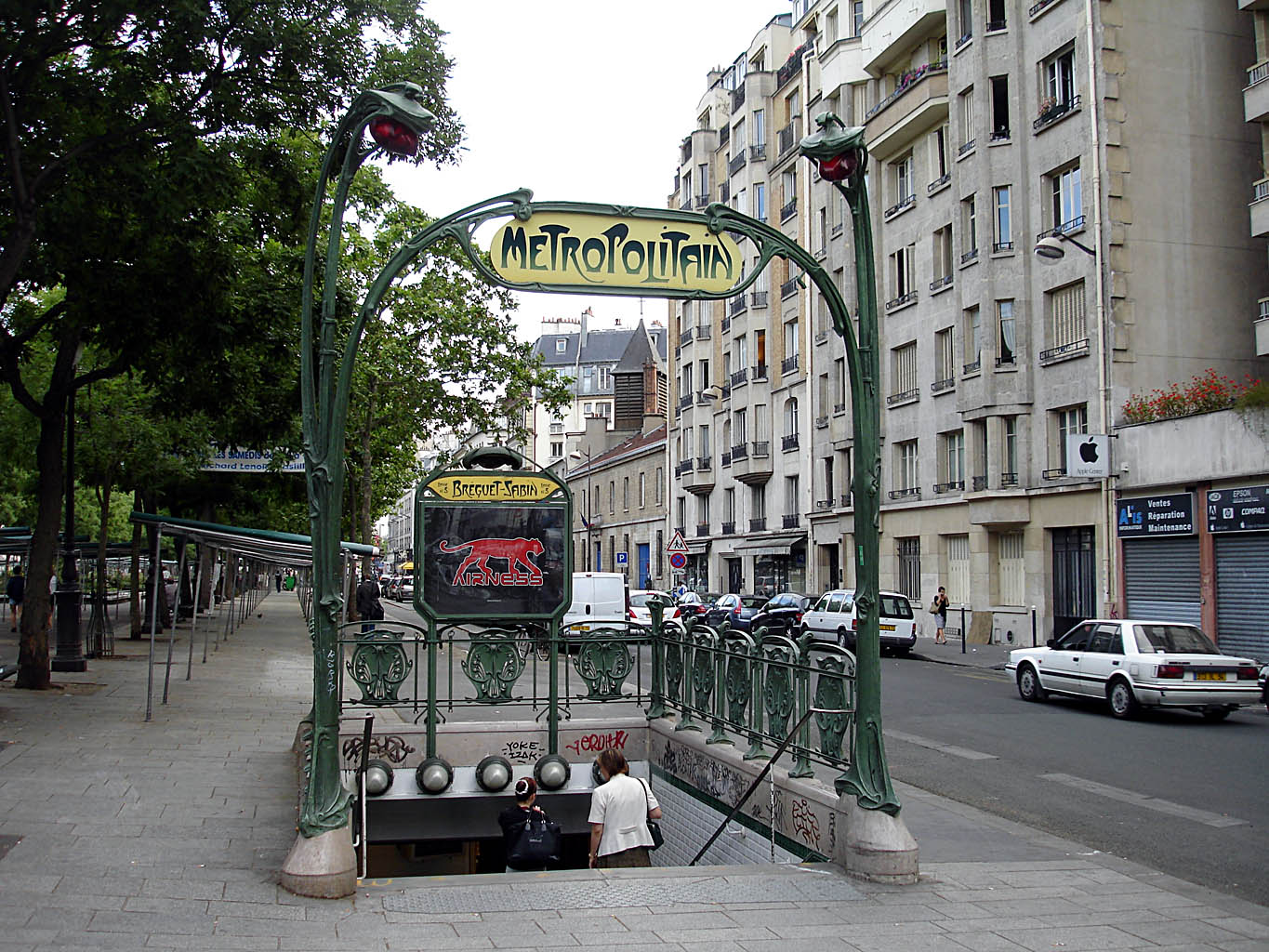
エクトール・ギマールによるメトロの入口